# 粟屋元種
粟屋 元種（あわや もとたね）は、戦国時代から江戸時代初期にかけての武将。毛利氏の譜代家臣。父は粟屋元国の弟である粟屋元方。

## 生涯
大永4年（1524年）、毛利氏の譜代家臣である粟屋元方の次男として生まれ、毛利元就、隆元、輝元の三代に仕える。
特に隆元から度々所領を与えられており、天文19年（1550年）12月30日に安芸国実時半名において1町6段半の田地と屋敷4つと本屋敷の上の山、天文21年（1551年）2月29日に安芸国高田郡佐々部の次郎丸名において田地3町1段半と米6石9斗と代4貫文、永禄元年（1558年）7月20日に備後国山中の田原三郎右衛門の先給地、永禄4年（1561年）4月7日に安芸国船木の内の守弘名と所木を与えられた。
天文24年（1554年）4月11日の矢野における合戦では尾頸丸切り崩しの際に先陣を務め、元就と隆元に感状を与えられた。
永禄11年（1568年）頃から天正13年（1585年）頃まで毛利氏の奉行人を務めており、毛利氏の五奉行の一人であった赤川元保が永禄10年（1567年）に粛清されたことによって五奉行に加えられたとされる。また、元亀3年（1572年）の毛利氏掟においても奉行衆の一人として名を連ねている。
永禄12年（1569年）10月に大内輝弘の乱が勃発し、大内輝弘が周防国山口へ侵攻した際、山口奉行の市川経好は北九州へ出征中であったため、留守を守っていた元種と内藤就藤と山県元重や、市川経好の妻などが百余人の守兵と共に高嶺城に立て籠もった。
天正6年（1578年）には石山本願寺支援のために摂津国木津城の主将として在番を命じられ、その恩賞として備後国山中の田原右京進の先知行分を与えられた。
天正8年（1580年）4月14日、輝元の備中出陣において先鋒部隊の将を務めていた嫡男・元信が備中国下加茂の山中において伊賀久隆の強襲を受け戦死した。この戦いは元信の他にも児玉元房、井上元勝、奈古屋元賀、小寺就武、三戸元好、宇多田藤右衛門などが討ち取られる大敗であった（加茂崩れ）。嫡男の元信が戦死したことによって元種の後継がいなくなったため、元種の弟である元利の次男・元貞を養子とし、家督を相続させた。
天正16年（1588年）7月28日に輝元の参議任官式が宮中で行われた際に、元種は国司元蔵と共に折烏帽子と風折狩衣姿で輝元の供として従った。
慶長10年（1605年）2月7日に死去。享年82。